# Semberski junaci
Semberski junaci – drugi album studyjny serbsko-bośniackiego piosenkarza Rodoljuba "Rokiego" Vulovicia wydany w 1992 roku.

## Lista utworów[1]
| Nr | Tytuł                                         | Polskie tłumaczenie                                                   | Inspiracja                          | Czas |
| -- | --------------------------------------------- | --------------------------------------------------------------------- | ----------------------------------- | ---- |
| 1. | „Cujte Srbi Svijeta”                          | „Słuchajcie Serbowie na świecie”                                      |                                     | 4:23 |
| 2. | „Gavrina Brigada”                             | „Brygada Gawro”                                                       | mjr Gavrilović                      | 4:08 |
| 3. | „Hej, hej Kikore”                             | „Hej, hej Kikorze”                                                    | Kikor                               | 3:49 |
| 4. | „Junaci iz 1.Semberske Brigade (Major Vlado)” | „Bohaterowie z 1. Semberskiej Lekkiej Brygady Piechoty (Major Wlado)” | 1. Semberska Lekka Brygada Piechoty | 4:10 |
| 5. | „Brani za Sjećanje”                           | „Brońmy pamięci”                                                      | Mirko                               | 4:03 |
| 6. | „Panteri (Mauzer)”                            | „Pantery (Mauzer)”                                                    | Brygada Specjalna Gwardia Pantery   | 3:06 |
| 7. | „Pavlovica Cuprija”                           | „Most Pavlovića”                                                      |                                     | 4:06 |
| 8. | „Spavajte Mirno”                              | „Śpijcie spokojnie”                                                   |                                     | 3:28 |
| 9. | „Zorane”                                      | „Zoranie”                                                             | mjr Zoran Lopandić                  | 3:23 |